# Lingnan Science Journal
Lingnan Science Journal (abreviado Lingnan Sci. J.) fue una revista científica con ilustraciones y descripciones botánicas que fue publicada en Cantón desde el año 1927/1928 hasta 1950. Fue precedida por Lingnaam Agric. Rev..